# 이상문학상
이상문학상(李箱文學賞)은 대한민국의 문학상이다. 요절한 소설가 이상을 기려 출판사 문학사상사에서 1977년 제정하여 1년에 한 번 시상한다. 중편 및 단편 소설에 관해서는 대체로 가장 권위있는 문학상으로 여겨지며, 해마다 펴내는 수상작품집은 서점가의 베스트셀러에 오르곤 한다.
심사대상은 전년도의 1월부터 12월까지 문예지를 비롯한 각 잡지에 발표된 중편 및 단편의 순수문학 소설이며, 수상작품집은 1월에 발매한다. 작품집의 제목은 《****년 제**회 이상문학상 작품집 [대상 수상작 제목]》의 형식으로 되어 있으며, 최종 심사에 오른 소설들이 함께 수록된다. 대상 수상작의 경우 시상 규정에 따라 저작권이 문학사상사에 귀속되기 때문에(단, 2차 저작권은 작가에게), 수상에 대한 수락 의사를 본인에게 확인하게 되어 있다.

## 역대 대상 수상자 및 수상작
| 회     | 수상연도 | 작가   | 작품                                 |
| ------ | -------- | ------ | ------------------------------------ |
| 제1회  | 1977년   | 김승옥 | 〈서울의 달빛 0장〉                  |
| 제2회  | 1978년   | 이청준 | 〈잔인한 도시〉                      |
| 제3회  | 1979년   | 오정희 | 〈저녁의 게임〉                      |
| 제4회  | 1980년   | 유재용 | 〈관계〉                             |
| 제5회  | 1981년   | 박완서 | 〈엄마의 말뚝〉                      |
| 제6회  | 1982년   | 최인호 | 〈깊고 푸른 밤〉                     |
| 제7회  | 1983년   | 서영은 | 〈먼 그대〉                          |
| 제8회  | 1984년   | 이균영 | 〈어두운 기억의 저편〉               |
| 제9회  | 1985년   | 이제하 | 〈나그네는 길에서도 쉬지 않는다〉    |
| 제10회 | 1986년   | 최일남 | 〈흐르는 북〉                        |
| 제11회 | 1987년   | 이문열 | 〈우리들의 일그러진 영웅〉           |
| 제12회 | 1988년   | 임철우 | 〈붉은 방〉                          |
| 제12회 | 1988년   | 한승원 | 〈해변의 길손〉                      |
| 제13회 | 1989년   | 김채원 | 〈겨울의 환幻〉                      |
| 제14회 | 1990년   | 김원일 | 〈마음의 감옥〉                      |
| 제15회 | 1991년   | 조성기 | 〈우리 시대의 소설가〉               |
| 제16회 | 1992년   | 양귀자 | 〈숨은 꽃〉                          |
| 제17회 | 1993년   | 최수철 | 〈얼음의 도가니〉                    |
| 제18회 | 1994년   | 최윤   | 〈하나코는 없다〉                    |
| 제19회 | 1995년   | 윤후명 | 〈하얀 배〉                          |
| 제20회 | 1996년   | 윤대녕 | 〈천지간〉                           |
| 제21회 | 1997년   | 김지원 | 〈사랑의 예감〉                      |
| 제22회 | 1998년   | 은희경 | 〈아내의 상자〉                      |
| 제23회 | 1999년   | 박상우 | 〈내 마음의 옥탑방〉                 |
| 제24회 | 2000년   | 이인화 | 〈시인의 별〉                        |
| 제25회 | 2001년   | 신경숙 | 〈부석사〉                           |
| 제26회 | 2002년   | 권지예 | 〈뱀장어 스튜〉                      |
| 제27회 | 2003년   | 김인숙 | 〈바다와 나비〉                      |
| 제28회 | 2004년   | 김훈   | 〈화장〉                             |
| 제29회 | 2005년   | 한강   | 〈몽고반점〉                         |
| 제30회 | 2006년   | 정미경 | 〈밤이여, 나뉘어라〉                 |
| 제31회 | 2007년   | 전경린 | 〈천사는 여기 머문다〉               |
| 제32회 | 2008년   | 권여선 | 〈사랑을 믿다〉                      |
| 제33회 | 2009년   | 김연수 | 〈산책하는 이들의 다섯 가지 즐거움〉 |
| 제34회 | 2010년   | 박민규 | 〈아침의 문〉                        |
| 제35회 | 2011년   | 공지영 | 〈맨발로 글목을 돌다〉               |
| 제36회 | 2012년   | 김영하 | 〈옥수수와 나〉                      |
| 제37회 | 2013년   | 김애란 | 〈침묵의 미래〉                      |
| 제38회 | 2014년   | 편혜영 | 〈몬순〉                             |
| 제39회 | 2015년   | 김숨   | 〈뿌리 이야기〉                      |
| 제40회 | 2016년   | 김경욱 | 〈천국의 문〉                        |
| 제41회 | 2017년   | 구효서 | 〈풍경소리〉                         |
| 제42회 | 2018년   | 손홍규 | 〈꿈을 꾸었다고 말했다〉             |
| 제43회 | 2019년   | 윤이형 | 〈그들의 첫 번째와 두 번째 고양이〉  |
| 제44회 | 2021년   | 이승우 | 〈마음의 부력〉                      |
| 제45회 | 2022년   | 손보미 | 〈불장난〉                           |
| 제46회 | 2023년   | 최진영 | 〈홈 스위트 홈〉                     |
| 제47회 | 2024년   | 조경란 | 〈일러두기〉                         |
| 제48회 | 2025년   | 예소연 | 〈그 개와 혁명〉                     |

## 그 외
- 11회 수상작인 이문열의 〈우리들의 일그러진 영웅〉은 영화화로도 유명하다.
- 12회 수상자 한승원은 29회 수상자 한강의 아버지이며, 그의 아들 한동림 역시 소설가이다.
- 13회 수상자 김채원은 21회 수상자 김지원의 동생이다.
- 44회 우수상 수상자로 결정된 김금희, 최은영, 이기호 작가가 잇달아 수상을 거부하면서 수상자 발표가 무기한 연기되었다.[14]